# Marian Marin
Marian Marin (sinh ngày 11 tháng 9 năm 1987 ở Roman) là một cầu thủ bóng đá người România thi đấu ở vị trí trung vệ cho CSM Roman.